# Governo Asō
Il Governo Asō (麻生 内閣?, Asō Naikaku) è stato il novantaduesimo governo del Giappone. È entrato in carica il 24 settembre 2008, con la nomina di Tarō Asō a nuovo Primo ministro. 
Dei 17 membri del gabinetto, solo 5 facevano già parte del precedente governo del primo ministro Yasuo Fukuda
In seguito alla sconfitta del PLD alle elezioni parlamentari del 2009, il governo Asō si è dimesso il 16 settembre seguente.

## Composizione del Gabinetto
| Incarico                                                                                     | Ritratto | Nome              | Partito |
| -------------------------------------------------------------------------------------------- | -------- | ----------------- | ------- |
| Primo Ministro                                                                               |          | Tarō Asō          | PLD     |
| Ministro delle Finanze                                                                       |          | Shōichi Nakagawa  | PLD     |
| Ministro delle Finanze                                                                       |          | Kaoru Yosano      | PLD     |
| Ministro degli affari interni e delle comunicazioni                                          |          | Kunio Hatoyama    | PLD     |
| Ministro degli affari interni e delle comunicazioni                                          |          | Tsutomu Satō      | PLD     |
| Ministro della giustizia                                                                     |          | Eisuke Mori       | PLD     |
| Ministro degli affari esteri                                                                 |          | Hirofumi Nakasone | PLD     |
| Ministro delle dell'istruzione, della cultura, degli sport, delle scienze e della tecnologia |          | Ryū Shionoya      | PLD     |
| Ministro della sanità, del lavoro e degli affari sociali                                     |          | Yōichi Masuzoe    | PLD     |
| Ministro dell'agricoltura, delle foreste e della pesca                                       |          | Shigeru Ishiba    | PLD     |
| Ministro dell'economia, del commercio e dell'industria                                       |          | Toshihiro Nikai   | PLD     |
| Ministro del territorio, delle infrastrutture, dei trasporti e del turismo                   |          | Nariaki Nakayama  | PLD     |
| Ministro del territorio, delle infrastrutture, dei trasporti e del turismo                   |          | Kazuyoshi Kaneko  | PLD     |
| Ministro dell'ambiente                                                                       |          | Tetsuo Saitō      | Kōmeitō |
| Ministro della difesa                                                                        |          | Yasukazu Hamada   | PLD     |